# Benzanthracène
Le benzo[a]anthracène, ou benzanthracène, est un hydrocarbure aromatique polycyclique de formule C18H12 inscrit sur la liste des cancérogènes du groupe 2B du CIRC.